# Episodi di Pets (prima stagione)
La prima stagione della serie televisiva Pets, composta da 13 episodi, è stata trasmessa nel Regno Unito, da Channel 4, dal 5 maggio al 28 luglio 2001.
In Italia la stagione è stata trasmessa dal 18 ottobre 2002 su MTV.
| nº | Titolo originale  | Titolo italiano   | Prima TV UK    | Prima TV Italia |
| -- | ----------------- | ----------------- | -------------- | --------------- |
| 1  | Christmas         | Christmas         | 5 maggio 2001  | 18 ottobre 2002 |
| 2  | Pregnant          | Pregnant          | 12 maggio 2001 |                 |
| 3  | Pleasure          | Pleasure          | 19 maggio 2001 |                 |
| 4  | American Beauty   | American Beauty   | 26 maggio 2001 |                 |
| 5  | On Hold           | On Hold           | 2 giugno 2001  |                 |
| 6  | Consider Yourself | Consider Yourself | 9 giugno 2001  |                 |
| 7  | The Miracle       | The Miracle       | 16 giugno 2001 |                 |
| 8  | Conspiracy Theory | Conspiracy Theory | 23 giugno 2001 |                 |
| 9  | Constipation      | Constipation      | 30 giugno 2001 |                 |
| 10 | Death             | Death             | 7 luglio 2001  |                 |
| 11 | Halloween         | Halloween         | 14 luglio 2001 |                 |
| 12 | Hostage           | Hostage           | 21 luglio 2001 |                 |
| 13 | Money             | Money             | 28 luglio 2001 |                 |